# Престон (Канзас)
Престон (енгл. Preston) град је у америчкој савезној држави Канзас.

## Демографија
По попису из 2010. године број становника је 158, што је 6 (-3,7%) становника мање него 2000. године.
| Група             | 2000.       | 2010.       |
| Белци             | 161 (98,2%) | 155 (98,1%) |
| Афроамериканци    | 0 (0,0%)    | 2 (1,3%)    |
| Азијати           | 0 (0,0%)    | 0 (0,0%)    |
| Хиспаноамериканци | 0 (0,0%)    | 0 (0,0%)    |
| Укупно            | 164         | 158         |